# Mark Hall South
Mark Hall South – dzielnica miasta Harlow, w Anglii, w Esseksie, w dystrykcie Harlow. W 2001 roku dzielnica liczyła 4753 mieszkańców.